# Onychogomphus pollux
Onychogomphus pollux – gatunek ważki z rodziny gadziogłówkowatych (Gomphidae).